# 中国工农红军第七军前委
中国工农红军第七军前委，位于中国广西壮族自治区全州县县城十字街旧址，为一个省级文物保护单位，类型为革命遗址及革命纪念建筑物，为第四批广西壮族自治区文物保护单位，公布时间为1994年7月8日。
中国工农红军第七军前委的历史年代为1931。